# Maurice FitzGerald, I conde de Desmond
Maurice FitzThomas Fitzgerald, I conde de Desmond (-Dublín, 25 de enero de 1356) fue un noble irlandés.
Fue capitán del castillo Desmond en Kinsale, por lo que fue llamado gobernante de Munster, y lord Justicia de Irlanda por un breve periodo. Llamado "Maurice el Grande", dirigió una rebelión contra la Corona, pero recuperó finalmente el favor real.

## Contexto

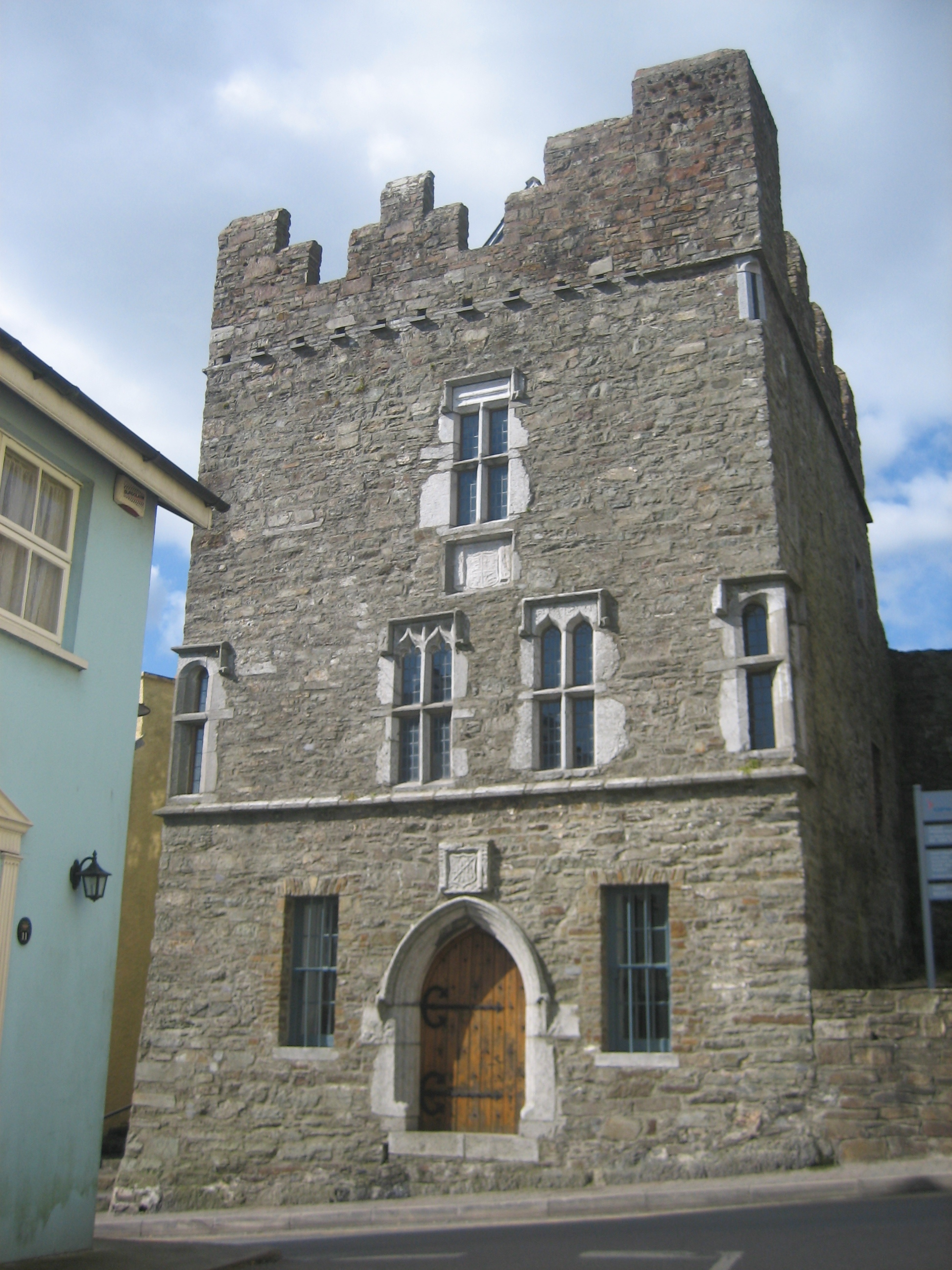
Desmond Castillo, Kinsale.

Fue el segundo hijo de Thomas FitzMaurice Fitzgerald, II barón Desmond y su mujer Margaret, cuya ascendencia sigue en disputa (pertenecía bien a los Barry, bien a los de Burgh). Su padre murió en 1298 cuándo Maurice era todavía niño. Maurice sucedió a su hermano mayor Thomas Fitzgerald, III barón Desmond como IV barón Desmond en 1307, heredando también grandes riquezas y propiedades.

## Influencia
Para 1326 su influencia era tal que había rumores de una conspiración para hacerle rey de Irlanda; los historiadores modernos tienden a rechazar la historia, basándose en que los alegados conspiradores eran otros magnates, más interesados en incrementa su poder que en ayudar a Desmond.
Maurice fue creado conde de Desmond por Patente Real datada en Gloucester, Inglaterra, el 27 de agosto de 1329, patente que también le confirmaba como conde palatino de Kerry a él y a sus herederos para defender la Corona por el servicio del coste de un caballero. Esto era parte de la política de la Corona de intentar ganar el apoyo de los magnates otorgándoles títulos condales.
En enero de 1330 fue convocado por sir John Darcy, lord Justicia de Irlanda, para luchar contra rebeldes irlandeses armados, con promesa de recibir paga del rey. Fue Desmond quién introdujo la práctica del Coigne y Livery, el acuartelando de tropas entre los habitantes de los distritos que fueran enviados a proteger.
Tras aceptar la propuesta del rey, además de encargarse de Munster y Leinster, derrotó a los O'Nolan y los O'Murrough, quemó sus tierras en Wicklow y les obligó a entregar rehenes. Recuperó el castillo de Ley de los O'Dempsies, y recibió £100 en Drogheda 24 de agosto de 1335, a cambio del gasto en el que había incurrido al llevar a sus hombres.
En 1331 se extendieron los rumores de una conspiración para coronarle; aunque parece que no había base para ello, la corona se los tomó en serio lo suficiente como para encarcelar a Desmond por 18 meses, durante los cuales la Inquisición determinó que el castillo, señorío, y dependencias de Dunamark, al frente de Bantry Bay, pertenecían a la corona, lo que redujo las propiedades de Desmond. Fue liberado cuando varios amigos suyos nobles dieron garantías de su buena conducta.
En 1339 se enzarzó nuevamente con los rebeldes irlandeses de Kerry donde se dice que masacró a 1400 hombres, y tomó a Nicholas, Lord de Kerry, prisionero, manteniéndole confinado hasta que murió como castigo por aliarse con los rebeldes contra la Corona.
El mismo año estuvo presente en el parlamento celebrado en Dublín. Fue convocado por Writ datado en Westminster el 10 de julio de 1344, con Maurice, Conde de Kildare, y otros, para asistir al rey en Portsmouth "en las octavas de la natividad de la Virgen María", con veinte hombres-en-armas y cincuenta hobellars, pagados de su bolsillo, para asistir en la guerra contra Felipe IV, rey de Francia.

## Rebelión
Desmond, que por mucho tiempo había estado actuando "con cierta despreocupación por las cosas de la ley" decidió rebelarse abiertamente. En 1345 presidió una asamblea de magnates anglo-irlandeses en Callan, Condado Kilkenny, ignoró una convocatoria al Parlamento irlandés y atacó Nenagh. Era un adversario formidable, y durante los dos años siguientes, derrotarle fue la mayor preocupación de la Corona. Desmond se rindió ante la promesa de que su vida sería perdonada; fue encarcelado y sus tierras expropiadas. Se le permitió ir bajo custodia a Inglaterra para responder de los cargos presentados contra él.
No sería la última vez que la Corona consideró que no se podía gobernar Irlanda sin el apoyo de los magnates: en 1348 Desmond fue liberado, y en 1349 perdonado. Su lealtad no parece haber sido puesta en cuestión durante los últimos años de su vida.

## Últimos años
En julio de 1355 fue nombrado Lord Justicia vitalicio de Irlanda, muriendo, no obstante, el enero siguiente en el Castillo de Dublín.
Fue enterrado en la Iglesia de los Frailes-predicadores en Tralee.

## Matrimonio y descendencia
El primer conde de Desmond casó tres veces: 
(1) 13 de agosto de 1312 en Greencastle, Lady Margaret, quinta hija de Richard Óg de Burgh, II conde del Úlster, que murió en Dublín en 1331.
(2) Margaret, hija de Connor O'Brien, Príncipe de Thomond, sin descendencia masculina.
(3) Aveline (o Eleanor), hija de Nicholas FitzMaurice, Barón Kerry.
Con su primera mujer tuvo un hijo, Maurice FitzGerald, II conde de Desmond.
Con su tercera mujer tuvo dos hijos:
- Nicholas (descrito por Lodge como "un idiota"), antepasado de los MacRobert de Bellamullin y, según algunos, de los McKenzies, Condes de Seaforth en Escocia.
- Gerald FitzGerald, III conde de Desmond, apodado Gerald el Poeta.